# Терновский, Евгений Павлович
Евгений Павлович Терновский (1937—2004) — советский и российский диктор.

## Биография
В 1959 году окончил ГИТИС по специальности «актёр театра и кино». Был принят в Театр имени Маяковского. Через год был принят диктором на Всесоюзное радио. 
Был секретарем парторганизации дикторского отдела. В 70-е годы занимался информационно-дикторским сопровождением поездок Л. И. Брежнева, выступал в качестве чтеца и журналиста.
За большую работу по подготовке и проведению Игр XXII Олимпиады 14 ноября 1980 года награждён медалью «За трудовую доблесть». После смерти Левитана именно Терновский читал важнейшие правительственные сообщения: о смерти Андропова, о смерти Черненко, приходе к власти Горбачёва, а также о начале августовского путча. С 1997 по 2004 год работал на радио «Орфей».
3 декабря 1999 года награждён медалью ордена «За заслуги перед Отечеством» II степени. 
Во Всероссийском обществе слепых осуществлял озвучивание книг. В 2001 году записал многие произведения Льва Толстого.
Похоронен на сельском кладбище в подмосковной Малаховке, своей малой родине.